# Александар Мартиновић
Александар Мартиновић (Славонски Брод, 15. јун 1976) српски је политичар, правник и универзитетски предавач. Мартиновић је био посланик у Народној Скупштини Републике Србије и министар за државну управу и локалну самоуправу у Влади Србије. Тренутно обавља функцију министра пољопривреде, шумарства и водопривреде Републике Србије. Он је доцент Правног факултета Универзитета у Новом Саду

## Биографија
Рођен је у Славонском Броду 15. јуна 1976, а дипломирао је на Правном факултету у Новом Саду 1999. године.
У звање асистента-приправника за предмет Управно право изабран је 2001. године. Новембра 2003. на Правном факултету у Новом Саду одбранио је магистарску тезу Појам управе у српској правној науци. У јануару 2005. године добио је звање асистента.
Област научног интересовања: управно-правна и политичка теорија, наука о управи, политичка филозофија, правна и политичка историја, православна теорија. Објавио је петнаест научних и стручних радова. У септембру 2011. одбранио је докторску тезу Однос Владе и управе с посебним освртом на српско и немачко право.
Живи у породичној кући у Руми. Ожењен је и има троје деце. Говори енглески и немачки језик.

## Политичка каријера
Дана 23. априла 2010. године изабран је за потпредседника Српске радикалне странке и био је заменик шефа посланичке групе српских радикала у Народној скупштини Републике Србије изабран на листи Српска радикална странка – Др Војислав Шешељ, био је члан Централне отаџбинске управе и Председничког колегијума Српске радикалне странке.
Александар Мартиновић је 4. јула 2012. године саопштио да из Српске радикалне странке прелази у Српску напредну странку.

## Одабрана дела
1. Мартиновић, Александар (2018). „УПРАВНО-ПРАВНИ АСПЕКТИ УРЕЂЕЊА ПРОСТОРА У РЕПУБЛИЦИ СРБИЈИ – ПОСТУПАК ИЗДАВАЊА ГРАЂЕВИНСКЕ ДОЗВОЛЕ” (PDF). Зборник радова Правног факултета у Новом Саду. LII br. 1: 199—209. Архивирано из оригинала (PDF) 02. 12. 2021. г. Приступљено 30. 10. 2018.
2. Мартиновић, Александар (2017). „СЛУЖБЕНИЧКО ПРАВО У СРБИЈИ НА РАЗМЕЂИ ВЕКОВА – САВРЕМЕНЕ ТЕНДЕНЦИЈЕ У РАЗВОЈУ СЛУЖБЕНИЧКОГ СИСТЕМА И ИЗБОР ДРЖАВНИХ СЛУЖБЕНИКА”. Зборник радова Правног факултета у Новом Саду. LI br. 4: 1589–1605.# Чиплић, Светозар; Мартиновић, Александар; Рајић, Наташа (2016). „УСТАВНИ ОКВИРИ ПРОЦЕСА ДЕЦЕНТРАЛИЗАЦИЈЕ И РЕФОРМЕ УПРАВЉАЊА ДРЖАВОМ НА ПРИМЕРИМА СРБИЈЕ И ХРВАТСКЕ” (PDF). Зборник радова Правног факултета у Новом Саду. L br. 1: 161–182. Архивирано из оригинала (PDF) 20. 11. 2020. г. Приступљено 30. 10. 2018.
3. Лончар, Зоран; Голић, Дарко; Мартиновић, Александар (2016). „ИЗБОР ДРЖАВНИХ СЛУЖБЕНИКА У СРБИЈИ И БОСНИ И ХЕРЦЕГОВИНИ”. Правна ријеч. br. 46: 237—254.
4. Лончар, Зоран; Мартиновић, Александар; Голић, Дарко (2016). „МОДЕЛИ ИЗБОРА ДРЖАВНИХ СЛУЖБЕНИКА У ДРЖАВАМА БИВШЕ ЈУГОСЛАВИЈЕ”. Правни живот. br. 10: 251—266.
5. Мартиновић, Александар (2014). „ПРОБЛЕМ „БЛОКАДЕ“ И „ДЕБЛОКАДЕ“ ГРАЂЕВИНСКОГ ЗЕМЉИШТА У РЕПУБЛИЦИ СРБИЈИ”. Зборник радова Правног факултета у Новом Саду. XLVIII br. 4: 249–264.
6. Мартиновић, Александар (2014). „У СУСРЕТ ПОЧЕТКУ ПРИМЕНЕ НОВОГ ЗАКОНА О ПРЕКРШАЈИМА” (PDF). Зборник радова Правног факултета у Новом Саду. XLVIII br. 1: 189–207. Архивирано из оригинала (PDF) 29. 11. 2021. г. Приступљено 30. 10. 2018.
7. Мартиновић, Александар (2013). „УЛОГА ОРГАНА ДРЖАВНЕ УПРАВЕ У ОБЛАСТИ ТРАНСПОРТА ОПАСНОГ ТЕРЕТА” (PDF). Зборник радова Правног факултета у Новом Саду. XLVII br. 4: 309–316. Архивирано из оригинала (PDF) 09. 12. 2021. г. Приступљено 30. 10. 2018.
8. Мартиновић, Александар (2013). „ДУХ ЗАКОНА ИЛИ: ШТА ЈЕ МОНТЕСКИЈЕ СТВАРНО РЕКАО О ФУНКЦИЈАМА ДРЖАВНЕ ВЛАСТИ”. Правна ријеч. 10 br. 35: 289—294.
9. Мартиновић, Александар (2012). „ПРАВНА ПРИРОДА АГЕНЦИЈЕ ЗА БОРБУ ПРОТИВ КОРУПЦИЈЕ – УСТАВНО-ПРАВНИ, УПРАВНО-ПРАВНИ И УПОРЕДНО-ПРАВНИ АСПЕКТИ” (PDF). Зборник радова Правног факултета у Новом Саду. XLVI br. 4: 369–384. Архивирано из оригинала (PDF) 29. 11. 2021. г. Приступљено 30. 10. 2018.
10. Мартиновић, Александар (2012). „ПРАВНА ПРИРОДА АГЕНЦИЈА У ПРАВНОМ СИСТЕМУ РЕПУБЛИКЕ СРБИЈЕ” (PDF). Зборник радова Правног факултета у Новом Саду. XLVI br. 2: 391–400. Архивирано из оригинала (PDF) 29. 11. 2021. г. Приступљено 30. 10. 2018.
11. Мартиновић, Александар (2012). „ПРАВНА ЗАСНОВАНОСТ АКАТА ВЛАДЕ И АКАТА РАСПОЛАГАЊА У СИСТЕМУ ЈАВНОГ ПРАВА РЕПУБЛИКЕ СРБИЈЕ”. Зборник Матице српске за друштвене науке. br. 138: 47—54.
12. Мартиновић, Александар (2011). „СЛАВОЉУБ ПОПОВИЋ О ЈАВНОЈ УПРАВИ”. Зборник радова Правног факултета у Нишу (тематски број посвећен Славољубу Поповићу): 223—229.
13. Мартиновић, Александар (2011). „ПОЛОЖАЈ, УЛОГА И ОРГАНИЗАЦИЈА ДРЖАВНЕ УПРАВЕ ПРЕМА УСТАВУ РЕПУБЛИКЕ СРБИЈЕ ОД 2006. ГОДИНЕ”. у: Петровић, М. (уред.): Устав Републике Србије - пет година после: (2006—2011), Ниш: 281—297.